# Octonoba serratula
Octonoba serratula är en spindelart som beskrevs av Dong, Zhu och Yoshida 2005. Octonoba serratula ingår i släktet Octonoba och familjen krusnätsspindlar. Inga underarter finns listade i Catalogue of Life.